# Johannes Nicolas von Wiehe
Johannes Nicolas von Wiehe (Wyhe, Wye, Wihe) war ein Leibarzt, Apotheker, Stadtarzt, Magister der Philosophie und Ratsmeister zu Halle. Seine Familie hat nichts mit der adligen Familie von Wiehe gemein.

## Geschichte
Die Familie stammt aus Thüringen, hieß vormals „Nicolas (Niclas, Niklas, Nicolaus) genannt Rybegerste“ und gehörte der auch in Querfurt ansässigen Familie Reibegerst (Reibgerst, Riepegerste) an, von denen man den Tuchhändler und ehemaligen Amtsschöppen Peter Reibegerst († 1533) kennt, welcher der Kramerinnung angehörte.
Johannes Nickel de Wye wird das erste Mal erwähnt, als er sich im Sommersemester 1505 an der Universität Leipzig immatrikulierte, und am 19. April 1522, als Joannis Nicolai Reibegerst von Wiehe an der Universität Leipzig zum Dekan gewählt wurde. Da er aus Wiehe stammte, nannte er sich Dr. Wiehe und von Wiehe.
Er war 1526 Leibmedicus von Erzbischof und Kardinal Albrecht zu Halle und der erste vom halleschen Magistrat verpflichtete Stadtphysikus. 1530 war er hallescher Bürger und zählte zu den Häuptern der katholischen Partei.
1535 erteilte der genannte Erzbischof dem Johannes Nicolas von Wiehe die Erlaubnis, eine Apotheke in Halle zu eröffnen, mit dem Erlass, dass dort nur zwei Apotheken existieren dürfen (die erste war im Besitz des Wolf Ludewiger). Das Domkapitel bestätigte den Erlass und dieser hat noch heute Bestand. Die damals von Johannes Nicolas von Wiehe im 1533/1534 erbauten Haus am Markt 17 errichtete Apotheke wurde „Zum blauen Hirsch“ genannt, welche heute noch existiert.
Außer der Apotheke gehörten dem Johannes Nicolas von Wiehe nach dem Tode seines Schwiegervaters Augustin Holzwirth das Haus in der Ulrichstrasse 62/63 (alte Nr. 78) und ein Hinterhaus zur Barfüßergasse.
In den Bürgerbüchern, Senatus Hallensis, findet man 1535 den Dr. Joann Nikolas von Weyhe als Worthalter und Ratsmitglied. 1537, 1540 und  1550 wird dieser mal als Dr. Johann Nicolas, dann als Dr. Johann Niclas von Wiehe als Ratsmeister und Stadtarzt der Stadt Halle genannt.
Mit dem Tode des Erzbischofs Albrecht am 17. Mai 1550 trat er nach Ablauf seiner Wahlzeit von allen Ämtern zurück und nahm bis zu seinem Tode 1577 keine Ämter mehr an.
Laut dem Stadtgottesacker zu Halle hatte der Johann Nicolas von Wiehe drei Söhne, Simon Peter, Melchior und Hans Nicolas von Wiehe, welche die Bogenkammer 44 erbaut haben. Die Brüder Simon Peter und Hans sollen 1555 bzw. 1560 in Wittenberg immatrikuliert gewesen sein.
Ein Magister Simon Petrus Nickolas erscheint 1566 als Ratsmitglied in den Bürgerbüchern der Stadt Halle, als Balthasar Rode und Leonhard Zeise Ratsmeister waren. Im gleichen Jahr soll er auch verstorben sein.
Das Haus in der Ulrichsgasse 62/63 (früher Nr. 78) sollen nach dem Tode des Johannes Nicolas von Wiehe 1576 Hans Nicolas und 1581 Melchior Nicolas besessen haben.
Johannes Nicolas von Wiehe hatte außerdem 2 Töchter, Elisabeth und Margarethe.  Margarethes Ehemann der Dr. Johannes Stahl übernahm nach dem Tode des Johann Nicolas von Wiehe 1557 die Apotheke als Verwalter. Stahl war von 1563 bis zu seinem Tode Assessor des Schöppenstuhls zu Halle.

## Familie
Dr. med. Johannes Nicolas von Wiehe (* um 1500 zu Wiehe; † 1557 zu Halle) heiratete Clara Holtzwirth (* 1507 zu Halle), die Tochter des Ratsmeisters zu Halle Augustin Holtzwirth († 1529 zu Halle) und der Clara Bause (* 1487; † 19. August 1553 zu Halle).
- Simon Petrus Nicolas von Wiehe († 1566 zu Halle), Magister zu Halle.
- Hans (Johannes) Nicolas von Wiehe († vor 1581 zu Halle) ⚭ NN Kling eine Tochter von Dr. jur. Melchior Kling und Kunigunde Alnpeck.
- Dr. med. Melchior Nicolas von Wiehe († 20. November 1593 zu Halle) ⚭ 1588 mit Catharina Dürfeld (* 1569 zu Jena; † 8. Mai 1640 zu Helbra), Tochter von Prof. Dr. jur. Christoph Dürfeld und der Barbara von Peine zu Wolfenbüttel und Asseburg.
  - Veronica Catharina Nicolas von Wiehe (* 24. Oktober 1589 zu Halle) ⚭ 29. Juli 1611 mit Andreas Brauer.
  - Maria Sophia Nicolas von Wiehe (* 23. März 1591 zu Halle; † 1626 zu Heiligendorf) ⚭ Sigismund Bause (* 25. September 1589 zu Halle; † 11. Juli 1636 zu Hattorf)
  - Barbara Dorothea Nicolas von Wiehe (* 18. Mai 1592 zu Halle) ⚭ 1622 mit Hans Ulrich de Wahl (* ca. 1595) aus Nieder-Röblingen, Sohn von Robert Albrecht Mac Dowall (Duwall, De Wall) und Katharina (Elsa) von Bredow.
  - Anna Anastasia Nicolas von Wiehe (* 3. August 1593 zu Halle) ⚭ 15. Oktober 1620 mit Alexander II. von der Schulenburg auf Volkstedt und Helbra (* 1563; † 20. Juli 1628 zu Polleben), der Sohn Caspar III. von der Schulenburg († 30. September 1583 zu Polleben) und Elisabeth von Bredow.[13] Alexander II. von der Schulenburg war schon 1592 mit Anna von Minnigerode (* ca. 1570; † 10. Februar 1610 zu Volkstedt) und 1611 mit Elisabeth Sophie von Pfuel (* ca. 1588; †  vor 1620) verheiratet.
- Elisabeth Nicolas von Wiehe ⚭ 1593 mit Joachim Seber (* 26. Januar 1560; † 15. November 1612), Pfänner. Sohn von Joachim Seber, 1569 bis 1572 Oberbornmeister zu Halle.
- Margaretha Nicolas von Wiehe ⚭ 1555 mit Johann Stahl aus Bernburg, Dr. beider Rechte und Assessor des Schöppenstuhls.
  - Clara Stahl ⚭ 1578 mit Magister Abraham Packbusch, Stadtschreiber zu Groß-Salze.
  - Anna Stahl ⚭ 1587 mit Simon Sandau, Pfänner.
  - Catharina Stahl ⚭ 1587 mit Paul Ansorge, Pfänner und Apotheker zu Halle.
  - Johann Christoph Stahl († nach 1593 zu Halle).

## Wappen
Geteilt, oben ein wachsender Mann mit drei Ähren in der erhobenen rechten Hand, linker Arm angewinkelt; unten ein nach rechts gehendes Pferd; Helmzier mit Helmdecke: wachsender Mann mit drei Ähren in der erhobenen rechten Hand, linker Arm angewinkelt.